# Alexandra Grimal
Alexandra Grimal (Caïro, 1980) is een Franse jazzsaxofoniste en componiste.

## Biografie
Grimal kreeg vanaf 5-jarige leeftijd pianoles. Op 15-jarige leeftijd ontdekte ze in Parijs de saxofoon. Ze studeerde aan het Conservatoire National Supérieur de Parisom om daarna na een gastverblijf aan de Sibelius-Akademie in 2005 aan het Koninklijk Conservatorium (Den Haag) bij John Ruocco af te sluiten met de master. In 2007 had ze deelgenomen aan de Banff Workshop in Jazz and Creative Music o.l.v.  Dave Douglas.
Met eigen bands had ze tot nu toe (2016) vier albums uitgebracht. In 2010 was ze ook op tournee in Europa met haar kwartet dragons (met Nelson Veras (gitaar), Jozef Dumoulin (keyboards) en Dré Pallemaerts (drums)). Verder heeft ze gespeeld met Oliver Lake, Ab Baars, Michael Moore, Ralph Alessi, Manolo Cabras, Jean-Jacques Avenel, John Betsch en Rhoda Scott en was ze betrokken bij album-producties van Sebastien Lovato, Édouard Ferlet, Fred Norel, Júlio Resende en Ruben Samama. Ook heeft ze samengewerkt met de danseres Yasmine Hugonnet. In 2014 haalde Olivier Benoît haar in het Orchestre National de Jazz. Ze werkte ook met Benjamin Duboc en Théo Ceccaldi.
Haar lyrisch-broze klank op de saxofoon en haar fragile, maar gelijktijdig uitgebalanceerde motief werden in de schijnwerpers gezet. De componist Ben Shenmi schreef in 2006 voor haar het nummer Alexandrophone.

## Onderscheidingen
Grimal won in 2007 het internationale concours voor jonge jazzsolisten in Fribourg en met haar kwartet de Grand Prix du Tremplin Européen de Jazz d'Avignon. In 2008 kreeg ze de solistenprijs bij het Tremplin l'Esprit Jazz à St Germain des Prés. Verder werd ze in 2010 genomineerd voor de Franse Victoires du Jazz.

## Discografie
- 2009: Shape (Marge 2009)
- 2009: Owls Talk (met Lee Konitz, Gary Peacock, Paul Motian; Marge)
- 2010: Seminare vento (Free Lance)
- 2011: Giovanni Di Domenico & Alexandra Grimal Ghibli
- 2011: Birgitte Lyregaard Blue Anemone (met Alain Jean-Marie)
- 2012: Andromeda (Ayler Records, met Todd Neufeld, Thomas Morgan, Tyshawn Sorey)
- 2017: Alexandra Grimal, Benjamin Duboc, Valentin Ceccaldi: Bambu (Ayler)

- Bibliothèque nationale de France: cb162098539 (data)
- International Standard Name Identifier: 0000 0003 7191 4283
- Library of Congress Control Number: n2015014367
- MusicBrainz: 34470e8e-727f-4437-8e97-c3b47991e640
- Système universitaire de documentation: 159026423
- Virtual International Authority File: 121961269
- WorldCat: E39PBJg4pwPWVFWbdRw4Fmvj4q